# Bāgh-e Hūtk
Bāgh-e Hūtk är en ort i Iran.   Den ligger i provinsen Kerman, i den östra delen av landet, 800 km sydost om huvudstaden Teheran. Bāgh-e Hūtk ligger 976 meter över havet och antalet invånare är 155.
Terrängen runt Bāgh-e Hūtk är varierad.Runt Bāgh-e Hūtk är det glesbefolkat, med 13 invånare per kvadratkilometer. Närmaste större samhälle är Shahdād, 17,0 km öster om Bāgh-e Hūtk. Trakten runt Bāgh-e Hūtk är ofruktbar med lite eller ingen växtlighet.